# Ojamo gård
Ojamo gård (finska: Ojamon kartano) är en herrgård som ligger vid Lojo sjön i Lojo i landskapet Nyland i Finland. Herrgården är känt för den äldsta järngruvan i Finland som ligger på Ojamo gårds trakt. Herrgården har sedan 2023 ägts av Lojo stad.

## Historia
I skriftliga källor omnämndes Ojamo rusthåll den första gången år 1384. Herrgårdens betydelse ökade när malm hittades från Ojamo herrgårdens trakt år 1528-1540.

### Huvudbyggnad
Den nuvarande huvudbyggnaden, som uppfördes av överstelöjtnanten Dimitri Swertschkoff, på Ojamo är från år 1850. Hela byggnaden är byggt av trä. Ojamo herrgård representerar rysk empirstil och förutom tornet i mitten av byggnaden har gården bara en våning. Byggnadens fönsterfoder liknar karelsk byggnadsstil och speciellt verandas brädor har rika dekoreringar. 
Gården ligger vid Lojo sjön och omkring gården finns parken som har en lönnallé i södra delen av den. I andra änden av allén finns överste Swertschkoffs grav. Parken innehåller också många gamla öppningar till den gamla järngruvan.

### Ojamo järngruva
Erik Fleming som ägde Svidja slott i Sjundeå fick loven från Gustav Vasa att gräva malm från Ojamo herrgårds trakt under 1500-talet. Från Ojamo transporterades malmen till så kallat Svidja bruk eller Nyby bruk i Sjundeå att raffineras. Ojamo järngruva är den äldsta järngruvan i Finland. Man försökte att hitta malm från Ojamo järngruva ännu på 1800-talet men verksamheten upphördes sista gången år 1862.

## Herrgårdsägare
Listan av Ojamo gårds ägare från år 1540:
- Johan Larsson 1540-1545
- Henrik Johansson 1546-1559
- Henrik Johanssons änka Anna 1560
- Hans Johansson 1561-1596
- Hans Johanssons änka Brita 1596-1603
- Tomas Larsson 1616-1619
- Siegfrid 1620
- Nils Siegfridsson 1621-1624
- Simon Landsberger 1624-1629 (Hyrde från Kronan);
- öde 1630-1644
- Jakob Wolle 1645-1646 (Hyrde från Kronan)
- Peter Thorwöste den äldre och den yngre 1647-1682, (bergsfrälse)
- Gabriel Tammelinus, kyrkoherde, 1683-1695
- Anna Eriksdotter 1695-1713
- Brita Tammelin 1724-1731
- Henrik Tammelin, assessor, 1732-1753
- Kristina Tammelin 1754
- Johan Gabriel Kihl, assessor, 1755-1760
- Johan Gabriel Kihls anhöriga 1760-1762
- Jakob Johan Westberg, överdirektor, 176317-67
- Karl Segercrantz, kapten, 1768-1775
- Anna Stina Carlborg 1776-1782
- Adolf Magnus Rotkirch, kapten, 1783-1788
- Axel Maximilian Carpelan, löjtnant, 1789-1816
- Albertina Eleonora 1816-1836
- Albertina Eleonoras anhöriga 1836-1842;
- Karl von Schoultz, lektor, 1843-1846
- Dimitri Swertschkoff, överstelöjtnant, 1847-1863
- Augusta Karolina Swertschkoff 1863-1869
- Augusta Karolina Swertschkoffs anhöriga 1869-1878
- Fanny Swertschkoff 1878-1891
- Isidor Swertschkoff, guvernör, 1891-1902
- Gustav Henrik Karlsson 1902-1922
- Antti Savolainen 1922-1968
- Unto och Eero Savolainen 1969-1992
- Eero Savolainen 1993-1997
- Stiftelsen "Vanha Lohja -säätiö" 1998-2023[6]
- Lojo stad 2023-